# IFAF Asia
IFAF Asia ist eine der Zonen der International Federation of American Football (IFAF), des Weltverbands für American Football, der elf asiatische Mitgliedsverbände angehören. IFAF Asia wurde 2012 gegründet und löste den 1999 gegründeten Kontinentalverband Asian Federation of American Football (AFAF) ab.

## Mitglieder
| Land        | Verband                                                 | Status        | Gegründet |
| ----------- | ------------------------------------------------------- | ------------- | --------- |
| Hongkong    | Hong Kong American Football League                      | Angeschlossen | 2009      |
| Indien      | American Football Federation of India                   | Assoziiert    | 2007      |
| Indonesien  |                                                         |               |           |
| Japan       | Japan American Football Association                     | Vollmitglied  | 1934/2005 |
| Jordanien   |                                                         |               |           |
| Kuwait      | Kuwait Gridiron Football Federation                     | Assoziiert    | 2011      |
| Malaysia    | Malaysia American Football Association                  | Angeschlossen | 2017      |
| Philippinen | American Tackle Football Association of the Philippines | Vollmitglied  | 2009      |
| Singapur    | Singapore Flag Football Association                     | Assoziiert    | 2007      |
| Südkorea    | Korean American Football Association                    | Assoziiert    | 1946      |
| Vietnam     |                                                         |               |           |

## Wettbewerbe
Die IFAF Asia veranstaltete bei den Strand-Asienspielen 2014 in Thailand ein Flag-Football-Turnier mit sechs Teilnehmern. Sieger wurde der Gastgeber Thailand, der im Finale Kuwait besiegte.
2015 und 2017 veranstaltete die IFAF Asia Asienmeisterschaften im Flag Football. Sieger 2015 in Vietnam wurde Thailand. Sieger des Turniers 2017 in Manila (Philippinen) war Japan.